# كأس البرازيل 2017
كأس البرازيل 2017 هو الموسم 29 من كأس البرازيل. أقيم خلال الفترة 8 فبراير 2017 وحتى 12 أكتوبر 2017، وأشرف على تنظيمه اتحاد البرازيل لكرة القدم، وكان عدد الأندية المشاركة فيه 91، وفاز فيه نادي كروزيرو.